# Oriocrassatellidae
Oriocrassatellidae zijn een uitgestorven familie van tweekleppigen uit de orde Actinodontida.